# 대전 탄트~R 사싯스!!
《대전 탄트~R 사싯스!!》(일본어: 対戦タントア〜ル サシっす!! 타이센 탄토아루 사싯스[*])는 1998년 세가에서 출시한 갬블링 퍼즐모음 게임이다. 한국에서는 《대전! 산전수전》으로 발매 1년 후인 1999년에 수입하였다. 6명의 캐릭터가 돈을 걸고 12가지의 게임에서 대결하는 설정이다.

## 캐릭터
캐릭터는 6가지로 여성,마피아,할아버지의 사람 3명 고양이,개의 동물 2마리 그리고 로보트 1체로 구성되었다. 그외의 잔돈 대결의 아르바이트생, 그림물감 대결의 미술 선생님, 부채 대결의 도둑 등이 있다.

## 게임 종류
- 하키 대결

원반을 손으로 미는 게임. 5개의 빙판이 있으며 빙판을 깨뜨리고 상대의 골을 넣으면 이긴다.
- 풍선 대결

상대의 풍선을 터트리면 승리하는 게임.
- 폭탄 대결

폭탄으로 상대에게 던지는 게임. 3판 2선승제다.
- 기억력 대결

조이스틱을 이용해서 상하좌우로 기억하는 게임. CPU대전에서 몇개를 기억할 수 있을까를 묻는다.
- 부채 대결

떠돌아 다니는 도둑을 부채로 공격해 보석을 받는 게임.
- 잔돈 대결

편의점에서 잔돈으로 물건을 사는 게임. 상대보다 빨리 계산하는 것이 좋으며 잔돈이 적으면 승리하는 게임이다.
- 머신건 대결

머신건을 이용해서 상대에게 체력이 소모시키는 게임.
- 카트 대결

자동차 경주를 하는 게임.
- 퍼팅 대결

골프에서 퍼팅을 성공시키는 게임.
- 그림물감 대결

다른 물감을 이용해서 알맞은 색을 맞추는 게임. 선생님이 어떻게 심사를 하는지 알아 볼 수 있다.
- 빵 먹기 대결

아래로 내려가다가 빵을 먹는 게임.
- 물건잡기 대결

아파트에서 던져지는 물건을 받는 게임.
- 개미 대결 (히든 게임)

물음표를 선택해서 임의로 골라지면 할 수 있는 게임. 개미들을 자신 쪽으로 유도해서 상대보다 많아지면 이기는 게임이다.